# Hohenrad (Wüstung)
Hohenrad war eine Siedlung und ab Beginn des 14. Jahrhunderts der Name einer Mühle in Frankfurt am Main, etwa 1,5 Kilometer westlich des Dorfes Oberrad auf dem Mühlberg gelegen. Die Siedlung lag auf einer Höhe von 106 Metern über NN. Im Laufe ihres Bestehens wechselte der Besitzer mehrmals durch Kauf beziehungsweise Lehen. Hohenrad ist vermutlich zu Anfang des 14. Jahrhunderts untergegangen und wurde zur Wüstung. Der Flurname Hohenroder Born erinnert noch an die Siedlung.

## Historische Namensformen
- Villa (1290)
- Hohenrade (1290)
- Alte Rote (1290)
- Hohenrath (1290)
- Hohenrade (1318)
- Hohenrade (1330)
- Hohenrade (1336)
- Hohinrade (1339)
- Zum hohen Rade (1417)